# Старий Адамув
Старий Адамув (пол. Stary Adamów) — село в Польщі, у гміні Александрув-Лодзький Зґерського повіту Лодзинського воєводства.
Населення — 186 осіб (2011).

## Демографія
Демографічна структура станом на 31 березня 2011 року:
|          | Загалом | Допрацездатний вік | Працездатний вік | Постпрацездатний вік |
| -------- | ------- | ------------------ | ---------------- | -------------------- |
| Чоловіки | 85      | 16                 | 63               | 6                    |
| Жінки    | 101     | 25                 | 60               | 16                   |
| Разом    | 186     | 41                 | 123              | 22                   |